# Фантом всесвіту!
Фантом всесвіту! (A phantom of the universe!) — американський документальний фільм 2016 року. Директор — Жоао Пеквенао.

## Про фільм
Документальний фільм про захоплюючі пошуки самої таємничої речовини у Всесвіті — темної матерії, від її народження у Великому Вибуху і до майбутніх відкриттів на Великому адронному колайдері. Дослідження Фріца Цвіккі, який запропонував сам термін «темна матерія», зоряна коловерть Туманності Андромеди, який побачила й пояснила Вера Рубін, підземні наукові лабораторії в закритих золотих шахтах, і, нарешті, Великий адронний колайдер в Європейському центрі ядерних досліджень, зіштовхує елементарні частинки зі світловими швидкостями. Про те, як людство шукає відповіді на самі фундаментальні питання Всесвіту — з чого він складається, як він розвивався, і чому він саме такий, яким ми бачимо його.

| Актор          | Роль |
| -------------- | ---- |
| Цан Корай      |      |
| Тільда Свінтон |      |